# تلوس (سوئد)
تلوس (به سوئدی: Kvarteret Tellus) یک بلوک شهری در سوئد است که در بخش یونگبی واقع شده‌است.